# Receptor de rianodina

Rianodina

Os receptores de rianodina formam uma classe de canais de cálcio intracelulares encontrados em várias formas de tecido animal excitável, como músculos e neurónios. É um importante mediador da libertação de cálcio induzida por cálcio em células animais.

## Etimologia
Os receptores tomam o nome de um alcalóide vegetal, a rianodina, para o qual mostram alta afinidade.

## Isoformas
Existem múltiplas isoformas de receptores de rianodina:
- RyR1, principalmente expressa no músculo esquelético;
- RyR2, no miocárdio;
- Uma terceira forma, RyR3, é expressa de maneira mais ampla, mas especialmente no cérebro[1];
- Existe uma quarta forma encontrada em peixes.